# 跡市村
跡市村（あといちむら）は、島根県那賀郡にあった村。現在の江津市の一部にあたる。

## 地理
- 河川：加志岐川[1]、水尻川[2]
- 山岳：高野山[2]

## 歴史
- 1889年（明治22年）4月1日、町村制の施行により、那賀郡跡市村、千田村が合併して村制施行し、跡市村が発足[1][3]。
- 1954年（昭和29年）4月1日 - 那賀郡江津町、都野津町、川波村、二宮村、浅利村、松川村、川平村、江東村と合併し、市制施行し江津市を新設して廃止された[1][3]。

### 地名の由来
浜田藩の跡市組に属し、その中心として早くから町場を形成し、阿刀市・跡市と称されていたため。

## 産業
- 商業、林業[1]。